# Ratsapotheke (Einbeck)

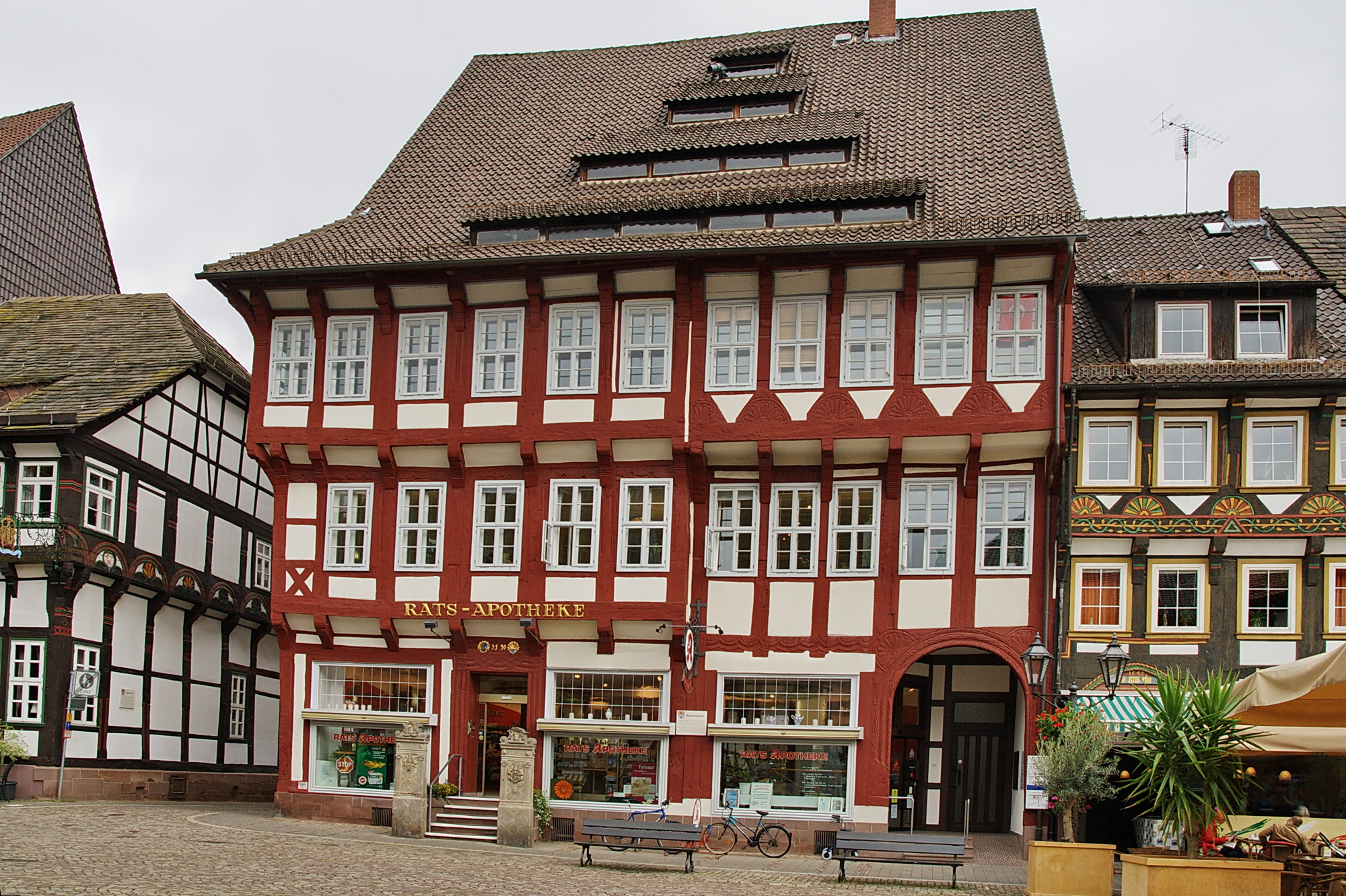
Einbecker Ratsapotheke

Die Ratsapotheke in Einbeck (Adresse: Marktplatz 15/17 in Einbeck) ist ein Fachwerkgebäude aus dem 16. Jahrhundert.

## Geschichte
Das Tonnengewölbe bzw. der dreischiffige Keller sind noch vor dem Stadtbrand von Einbeck im Jahr 1540 entstanden. Für 1561 sind Stuckreste im Treppenhaus nachgewiesen. Das Gebäude selbst besteht aus einem Fachwerkdoppelhaus. Dabei ist die östliche Braustelle nach 1562 und die westliche Braustelle um 1590 durch die Familie Diek umgebaut worden. Das dreigeschossige Wohn- und Wirtschaftsgebäude steht mit seiner Eckbebauung am Marktplatz gegenüber dem alten Rathaus. Unter dem Satteldach befindet sich noch eine Radwinde. Im Innenhof befindet sich ein Torbogen mit vier Wappen. Das Renaissance-Wappen der Familie Raven zeigt die Swastika.
Eine Apotheke ist im 17. Jahrhundert zeitweise wieder nachgewiesen. Die Ratsapotheke zog allerdings in ein Gebäude an der Langen Brücke. 1820 zog die Ratsapotheke hier auf Veranlassung des Apothekers Heinrich Bolsdorf, Neffe des Morphium-Entdeckers Friedrich Sertürner, wieder zurück.
In einer dreiphasigen Restaurierung wurde von 1994 bis 1998 die Fassade saniert.

## Trivia
Die Ratsapotheke wurde 1958 als Kulisse für den Film „Vater, Mutter und neun Kinder“ mit Heinz Erhardt genutzt.

## Denkmalschutz
Das Gebäude ist aus geschichtlichen, künstlerischen, wissenschaftlichen und städtebaulichen Gründen als Einzeldenkmal unter Denkmalschutz gestellt worden (§ 3 Abs. 2 NDSchG). Zugleich gehört es zur Gruppe baulicher Anlagen Markt Kirchspiel.